# Chloridolum nadleri
Chloridolum nadleri es una especie de escarabajo longicornio del género Chloridolum, tribu Callichromatini, familia Cerambycidae. Fue descrita científicamente por Skale en 2018.
Se distribuye por China, Laos, Birmania, Tailandia y Vietnam. Mide 21-22 milímetros de longitud. El período de vuelo ocurre en los meses de abril, mayo, junio y julio.